# Daniel Hediger
Daniel Hediger (* 14. Oktober 1958 in Bex) ist ein früherer Schweizer Biathlet und Skilangläufer.
Daniel Hediger ist von Beruf Elektriker und startete für den Skiclub Bex . Er war zunächst als Skilangläufer aktiv und startete mehrfach bis 1992 im Skilanglauf-Weltcup, ohne jedoch Punkte zu gewinnen. Bei den Nordischen Skiweltmeisterschaften 1989 in Lahti belegte er den 55. Platz über 15 km klassisch und den 33. Rang über 50 km Freistil und bei den Nordischen Skiweltmeisterschaften 1991 im Val di Fiemme den 38. Platz über 10 km klassisch, den 28. Rang über 50 km Freistil, den 22. Platz über 15 km Freistil und den siebten Platz mit der Staffel. Zudem wurde er im Jahr 1991 Schweizer Meister über 10 km klassisch und im folgenden Jahr Meister über 30 km klassisch und 50 km Freistil. Hediger begann anschliessend 1992 mit dem Biathlonsport und bestritt seit 1993 internationale Rennen. Seine ersten Einsätze hatte er in Oberhof, wo er 46. im Einzel und 38. im Sprint wurde. Der 38. Rang war zugleich sein bestes Resultat im Biathlon-Weltcup. Höhepunkt der ersten Saison wurden die Biathlon-Weltmeisterschaften 1993 in Borowez mit den Rängen 80 im Einzel und 38 im Sprint. Abschluss seiner kurzen Karriere waren die Olympischen Winterspiele 1994 in Lillehammer. Hier trat der Schweizer im Sprint teil und wurde 63.

## Biathlon-Weltcup-Platzierungen
Die Tabelle zeigt alle Platzierungen (je nach Austragungsjahr einschliesslich Olympische Spiele und Weltmeisterschaften).
- 1.–3. Platz: Anzahl der Podiumsplatzierungen
- Top 10: Anzahl der Platzierungen unter den ersten zehn (einschliesslich Podium)
- Punkteränge: Anzahl der Platzierungen innerhalb der Punkteränge (einschliesslich Podium und Top 10)
- Starts: Anzahl gelaufener Rennen in der jeweiligen Disziplin

| Platzierung                 | Einzel | Sprint | Verfolgung | Massenstart | Staffel | Gesamt |
| --------------------------- | ------ | ------ | ---------- | ----------- | ------- | ------ |
| 1. Platz                    |        |        |            |             |         |        |
| 2. Platz                    |        |        |            |             |         |        |
| 3. Platz                    |        |        |            |             |         |        |
| Top 10                      |        |        |            |             |         |        |
| Punkteränge                 |        |        |            |             |         |        |
| Starts                      | 5      | 7      |            |             |         | 12     |
| Stand: Daten nicht komplett |        |        |            |             |         |        |